# جینوسا
جینوسا (به ایتالیایی: Ginosa) یک کومونه در ایتالیا است که در استان تارانتو واقع شده‌است.

## خصوصیات
جینوسا ۱۸۷ کیلومترمربع مساحت و ۲۲٬۸۲۳ نفر جمعیت دارد و ۲۴۰ متر بالاتر از سطح دریا واقع شده‌است.